# محمدحسین مهرنوش

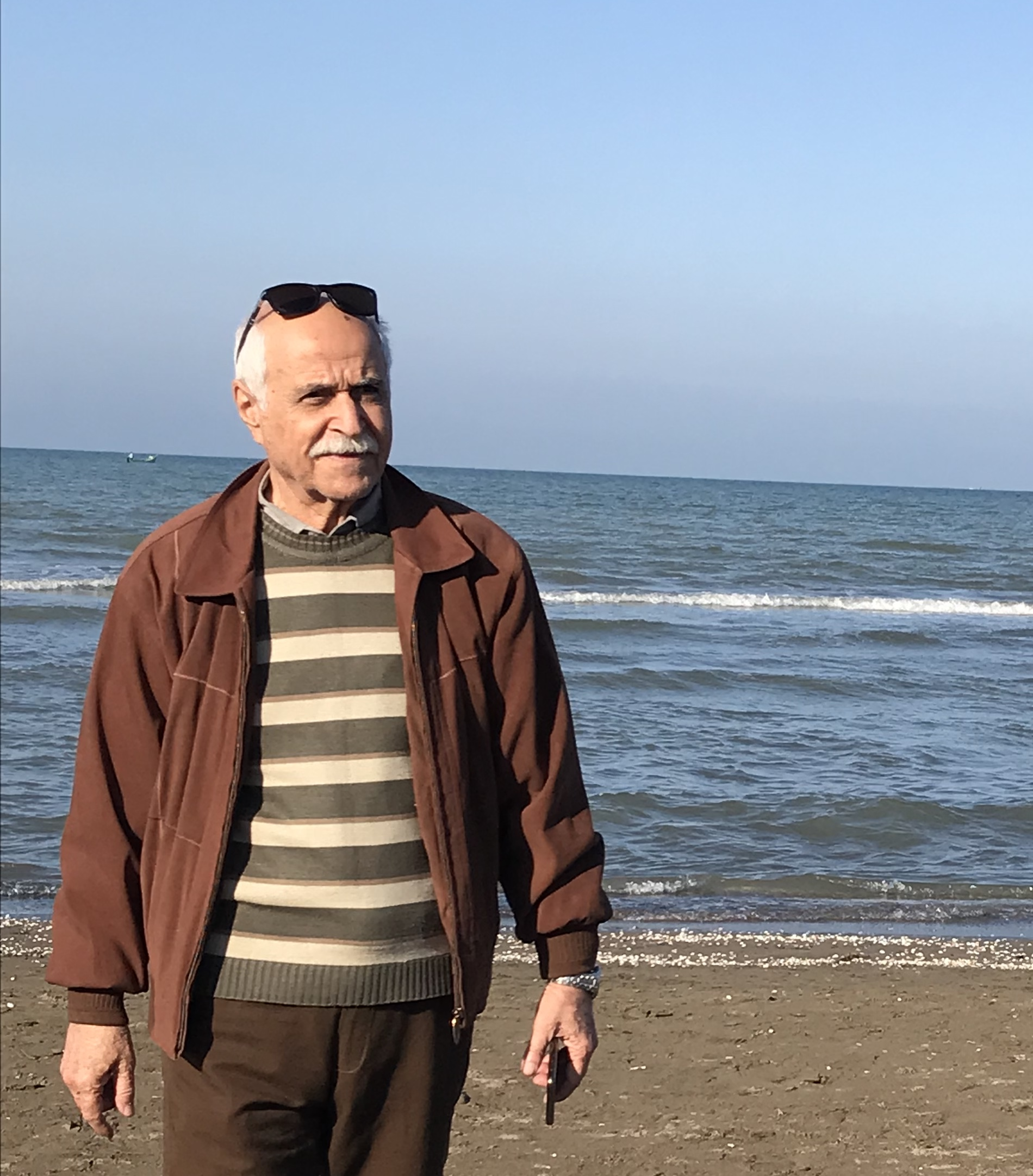
محمدحسین مهرنوش در ساحل دریای خزر .بابلسر

محمدحسین مهرنوش فروردین زاده ۱۳۲۶ در اهواز و درگذشته ۵ اسفندماه ۱۴۰۰ در ترکیه، نویسنده و فیلمنامه‌نویس ایرانی بود. آثار وی هر ساله در نمایشگاه‌های بین‌المللی با استقبال خوبی مواجه می‌شد. رمان «آقا نیلو» معروفترین اثر وی است.

## کتابشناسی
- مینا
- مرد مسافر
- فراموشی
- بازی در کافی‌شاپ
- پوست انداختن
- فکر کردن به خورشید
- چه کسی در می‌زند
- آقا نیلو

## جوایز
رمان «آقا نیلو» نوشته محمدحسین مهرنوش دربارهٔ شرایط تاریخی، اجتماعی، سیاسی و فرهنگی دوران معاصر، برگزیده کتاب سال خانه کتاب و سرای اهل قلم است.